# Aphytis neuter
Aphytis neuter is een vliesvleugelig insect uit de familie Aphelinidae. De wetenschappelijke naam is voor het eerst geldig gepubliceerd in 1971 door Yasnosh & Myartseva.